# Mirhipipteryx lobata
Mirhipipteryx lobata is een rechtvleugelig insect uit de familie Ripipterygidae. De wetenschappelijke naam van deze soort is voor het eerst geldig gepubliceerd in 1977 door Günther. De soort betreft een nomen nudum. 